# Herrera (Tolima)
Herrera es un centro poblado perteneciente al municipio de Rioblanco, departamento del Tolima (Colombia), localizado al sur del tolima

## Geografía
El centro poblado se encuentra entre la distribución de los pisos térmicos templado, frío y páramo. Por su estratégica ubicación en las estribaciones de la Cordillera Central, y clima óptimo para el cultivo del café lo ubican como productor de primer orden a nivel Departamental, además de poseer otras variedades agrícolas y ganaderas. Los ríos Saldaña y Hereje que nacen en sus tierras y lo bañan, le dan el estatus de Pulmón Hídrico del Tolima. Es zona limítrofe privilegiado con el Valle del Cauca en el Páramo del Meridiano.

## Hidrografía

### Cuenca del río Hereje
Generalidades:
Nace en la Laguna del Meridiano en estribaciones del Páramo del mismo nombre. Es el primer afluente por la margen izquierda del río Saldaña; tiene la cuenca del río Hereje un área total de 19.480 has, posee una longitud de 46 km una pendiente media de 6,21% y racional de 5,12%; desemboca frente al centro poblado de Herrera.
Sus afluentes principales son las quebradas: El Quebradón, Agua dulce, La Italia, la Secreta, Las Mercedes, Bejuqueros, Holanda, El Venado, Las Delicias, la Albania, El Purgatorio, El Triunfo y el Auxilio.
Descripción del sitio:
La Cuenca del Río Hereje se localiza en el sector suroccidental del departamento de Tolima, sobre la vertiente oriental de la cordillera Central. Es una zona con pendientes relativamente fuertes que forman parte de la zona de amortiguación del parque nacional natural Las Hermosas. Presenta un terreno pedregoso en las laderas, con suelos pantanosos en las partes bajas. Principalmente, el sitio está cubierto por bosques montañosos, sin embargo, en algunos sectores ha sido transformado para la implementación de zonas de cultivo, ganadería y, en menor proporción, cultivos ilícitos. Además, la construcción de una vía de acceso ha generado un fuerte impacto en algunos sectores del lugar. La laguna El Meridiano, localizada en la parte alta, está rodeada por un ecotono compuesto en su mayor parte de pajonal, frailejones dispersos y pequeños potreros destinados a la ganadería. Los espacios abiertos dentro de la laguna están densamente cubiertos por parches extensos de plantas flotantes, mientras que algunas pequeñas porciones de la orilla se encuentran cubiertas por piedra de origen volcánico. En los alrededores de la laguna se observa actividad de ganado bovino. En cuanto a la fauna representativa del parque está dada por la musaraña, el hurón, el venado conejo, el puma, danta de páramo, oso de anteojos, guagua loba y venado soche.
Fuente: Clasificación de cuencas hidrográficas del Departamento del Tolima.

### Cuenca del río Saldaña
Generalidades:
La gran cuenca del río Saldaña, el cual nace en el Páramo de Santo Domingo en el parque nacional natural Nevado del Huila a una altura aproximada de 3.900 m s. n. m. y desemboca en el río Magdalena a una altitud de 285 m s. n. m., con una longitud en su cauce principal de 222,5 km. Dentro del centro poblado de Herrera su primer afluente el río Hereje; y las quebradas: Guayabos, Barbacoas, El Agarre y numerosos sistemas hídricos hasta su desembocadura en el río Magdalena. Siquila (Planadas), Cambrín y Anamichú (Rioblanco), Atá (Ataco), Ambeima y Amoya (Chaparral), Cucuana (Ortega). 
El Nevado del Huila con una elevación de 5750 metros sobre el nivel del mar, posee nieve aproximadamente en 7300 hectáreas desde los 4550 metros. La región se ubica en la Cordillera Central, en los municipios de Páez, Toribío y Corinto (Cauca), Planadas y el centro poblado de Herrera (Tolima) y Teruel, lquirá, Palermo y Neiva (Huila) y como parque Nacional comprende una extensión de 158.000 hectáreas. El casquete de nieve con unos 14.5 Kilómetros de longitud se extiende desde los 4450 metros hasta los 5750 metros, constituyendo tres picos poco conocidos, Norte, Central y Sur. Destacan los páramos de Moras y de Monterredondo. 
Clima:

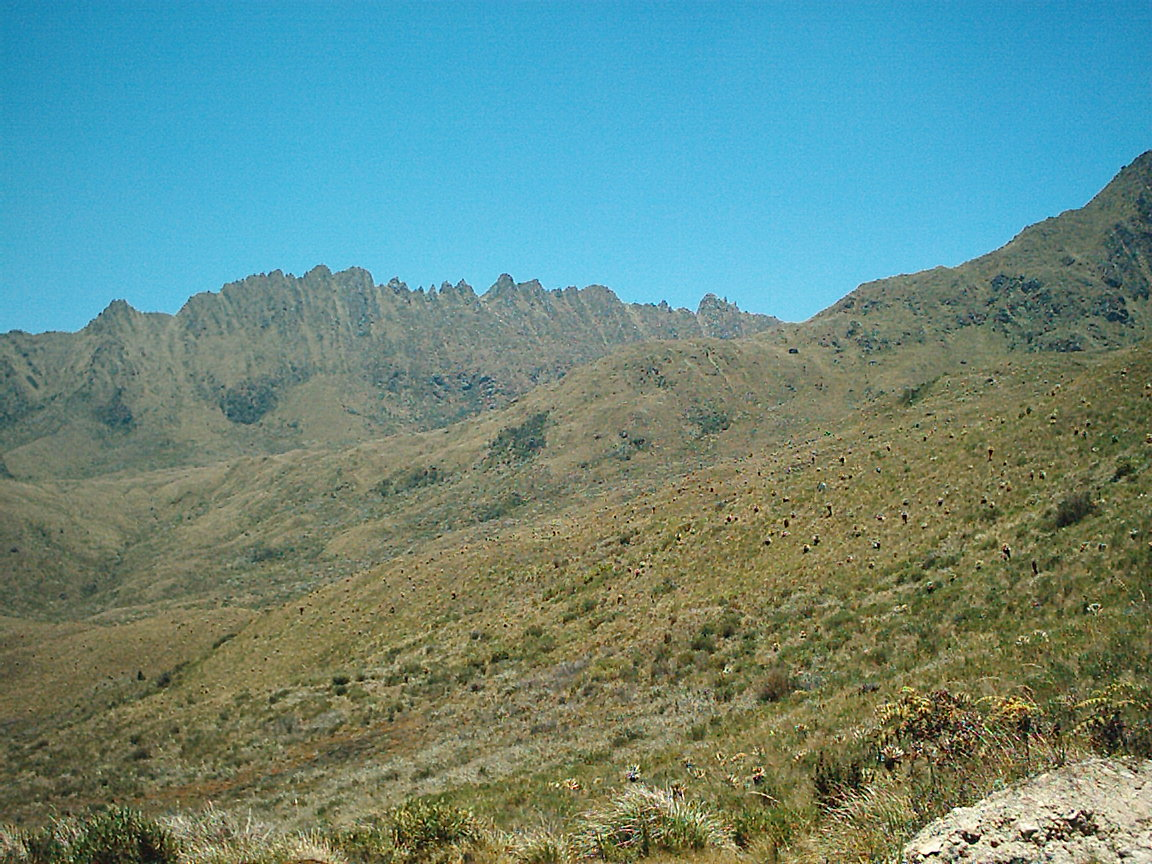
Cerro El Serrucho en el Páramo del Meridiano.

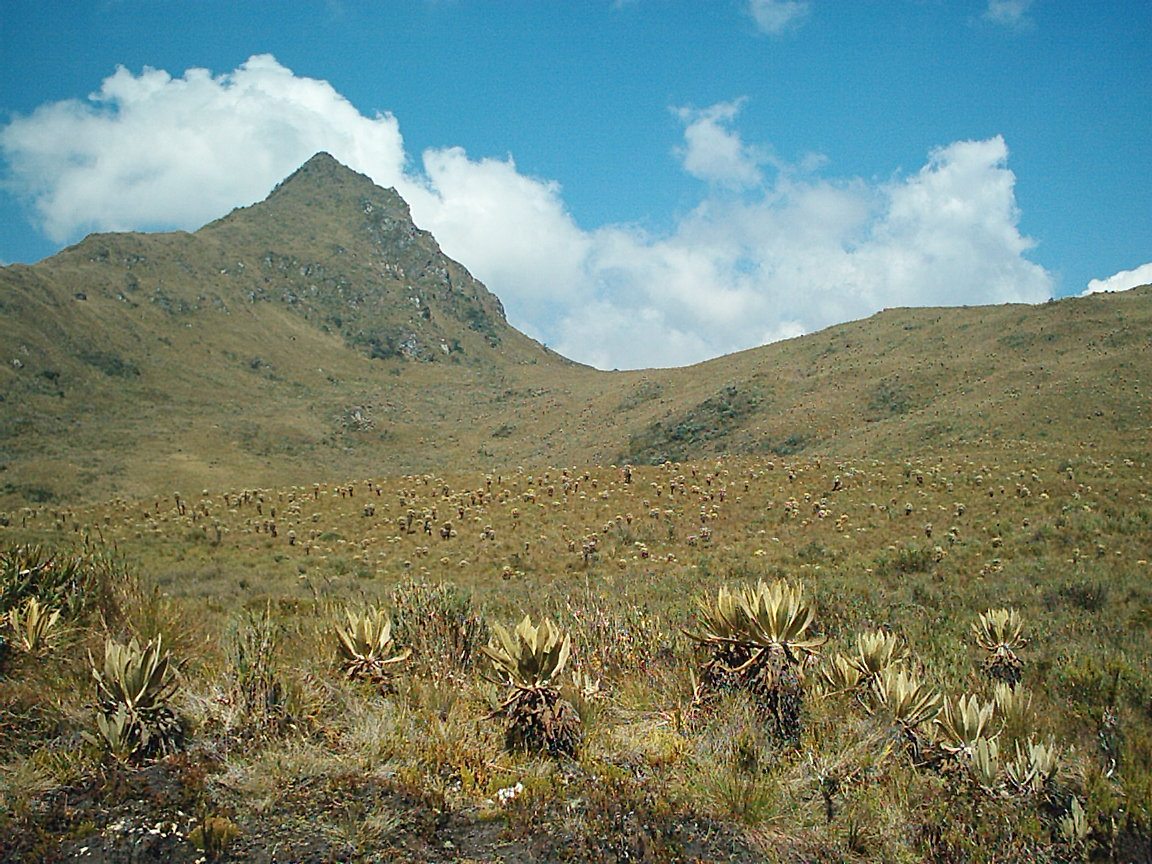
Pico Everest en el Páramo del Meridiano.

El clima va desde el Frío hasta el Nival, cuya temperatura varía entre los 3 °C en el páramo y los 13 °C en las laderas, con una precipitación anual promedio Aproximada de 3.000 mm en el alto Páez. Los meses más secos son entre enero y marzo y entre julio y agosto. Los meses más lluviosos son entre marzo y junio y septiembre y noviembre. 
Ecosistema: 
El potencial hídrico del Nevado del Huila es enorme. Aquí nace los ríos Saldaña, Siquilá, Atá, río Claro, Narvaez, Negro, Páez, Baché y algunos tributarios del río Yaguará. Los ríos anteriormente mencionados forman parte de la cuenca alta del río Magdalena; mientras que los ríos Isabelillo y Palo drenan sobre la cuenca del río Cauca. 
En la región de tundra pluvial andina, en proximidades a la zona nival, la vegetación está representada por algunos herbáceas, líquenes y musgos las cuales se anotan los siguientes: Lycopodium, Campylopus, Bartsia santoli, Weneria, Loricaria, Hypericum y Anthoxantum odoratum. Es uno de los espacios donde los indígenas Nasa han vivido durante siglos en perfecta armonía con su medio. El Nevado del Huila, la mayor altura de los Andes en nuestro país, es hábitat del águila real, Los últimos cóndores de Los Andes sientan su dominio en este Parque, así como el toro pisco, diferentes especies de tángaras, azulejos, colibríes, venado, conejos, el oso de anteojos, pumas y dantas de páramo, entre otros.
El municipio de Planadas por su ubicación juega un papel importante en términos de la conservación regional puesto que su territorio conecta al parque nacional natural Las Hermosas con el parque nacional natural Nevado del Huila, en un corredor de 15 km en línea recta, aproximadamente.
Fuente: PARQUES NACIONALES NATURALES DE COLOMBIA - Parque nacional natural Las Hermosas - Plan de Manejo 2005-2009 - Dirección Territorial Suroccidental 2005 [PDF]

## Economía

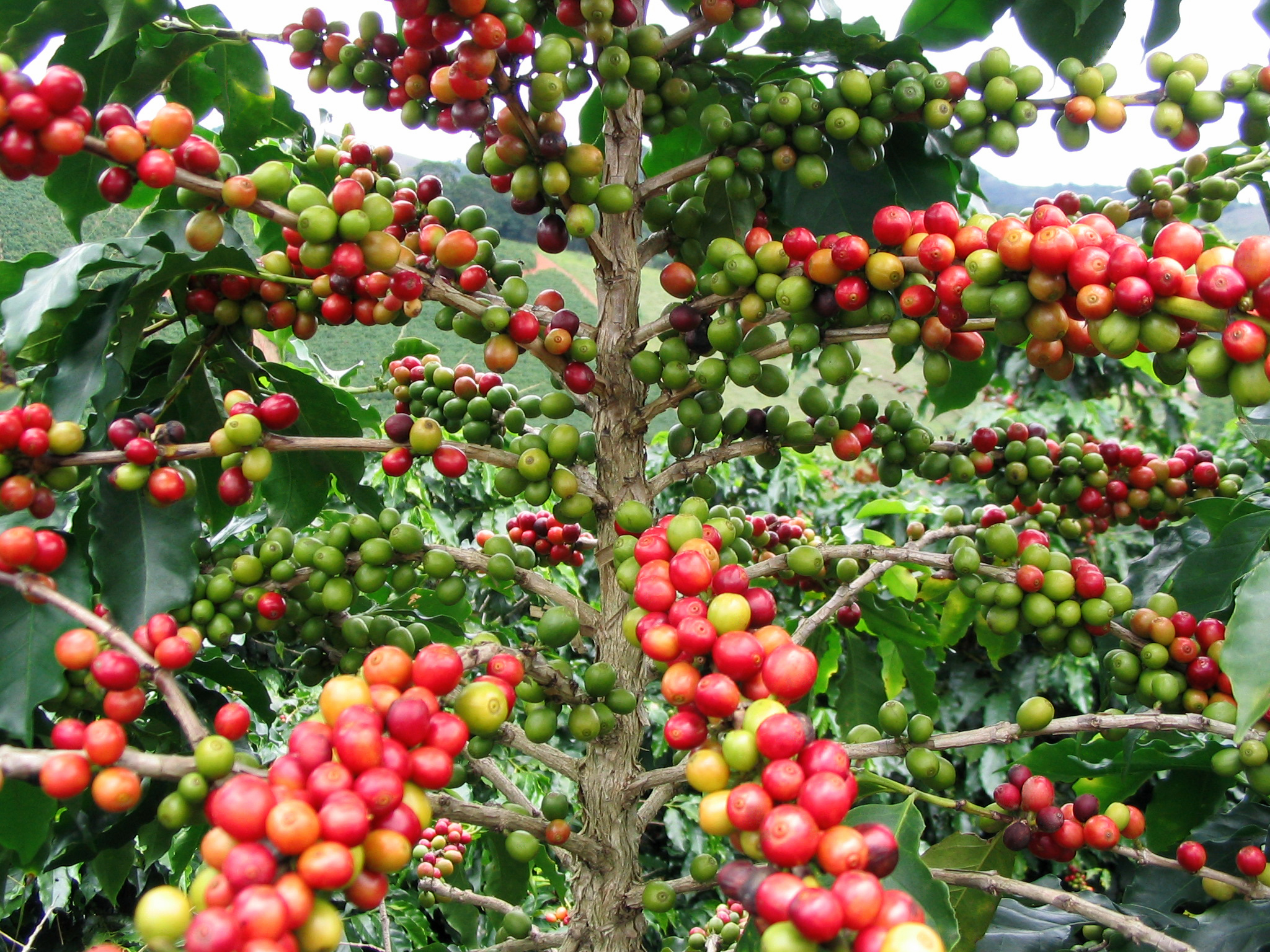
El Café, producto de la región.

El centro poblado depende del cultivo del Café. También es un importante renglón la ganadería.
Sus habitantes en su mayoría labriegos alternan los oficios del campo con actividades de comercio de mostrador.

## División territorial
Además, del centro poblado Herrera. Tiene bajo su área de influencia las veredas:
| - Los Guayabos - Palonegro - Barbacoas - El Cedral | - Los Angeles - Las Mirlas - El Diamante | - Cristales - Campohermoso - La Palma - Las Juntas | - La Italia - Las Mercedes - Bejuqueros: perteneciente a las Mercedes |

### Población indígena de Herrera
RESGUARDO LAS MERCEDES, 397 has.160 habitantes en su mayoría indígenas Vereda Las Mercedes, Herrera
RESGUARDO BARBACOAS, 560 has (que se constituye en el área total de la vereda). 744 habitantes entre campesinos e indígenas. La parcialidad del Cabildo de Barbacoas se encuentra en la vereda Barbacoas, Herrera
Producción pecuaria (cerdos, aves de corral, ovinos, ganado cruce normando criollo y bestias mulares), café, plátano, maíz, yuca, tomate de árbol, lulo, mora y productos tradicionales extraídos del bosque y en las laderas.
El sistema de producción que desea implementarse con esta comunidad se basa en prácticas de conservación de suelos,
acompañadas de prácticas tradicionales del pueblo Nasa Kiwe Las Mercedes y Nasa Piak de Barbacoas. También existen la vereda llamadas las juntas, esta vereda tiene 400 habitantes, el cual se cuenta con un colegio, 80 casas, una iglesia, CMB y cuya zona es rica en fuentes hídricas.

## Acta de fundación

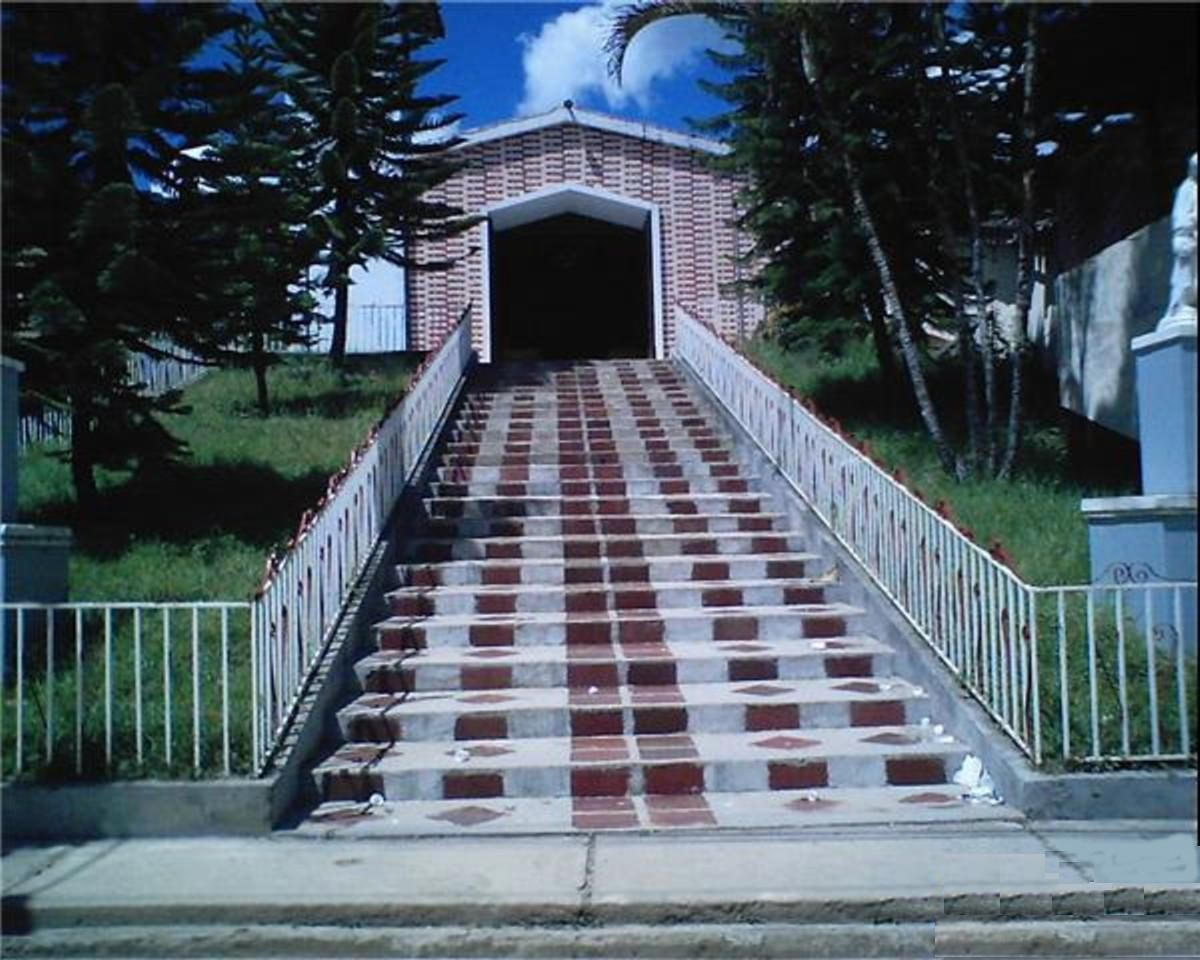
Atrio de la Iglesia de Herrera.

Nota aclaratoria:
- Editor:  Wilmer Hernández Rios

El original y demás copias fieles del presente documento no pertenecen en especial a ninguna persona, solo forman parte de la Historia de Herrera Tolima y se dan a conocer como simple información de hechos pasados. El acto cívico, protocolario y administrativo aquí referido como verificación in situ del trazado de Herrera es a posteriori a su colonización y población que fue iniciada 20 años atrás.
Transcripción literal del Acta Oficial de verificación del trazado de la población de Herrera.
“En el sitio conocido con el nombre de Italia de la fracción de Saldaña, de la comprensión de Rioblanco, y de la jurisdicción del municipio de Chaparral, a veintidós de agosto de mil novecientos treinta y uno (1931), el suscrito personero municipal autorizado expresamente por el consejo en oficio n.º 44 de fecha 23 de junio del corriente año, asesorado el ingeniero doctor Abrahán Rodríguez y en asociación con los señores doctor Juan Vidales Palma, Olimpo y Jesús María Hernández, Carlos O. Abello Hernández y varios vecinos de la región, procedió a verificar el trazado de una futura población que desde ahora llevará el nombre de Herrera, escogido el de un apellido de algunos colombianos ilustres tales como el del ilustrísimo Arzobispo Hernando Herrera, el del General Benjamín Herrera y el del actual presidente de la república Enrique Olaya Herrera. Dicho trazado hecho en dirección de sur a norte abarca terreno con bosque de montaña oculta, terreno con rastrojos abandonados hace más de cuatro años y terrenos con algunas mejoras consistentes en pasto artificial entre el rastrojo, cuyos verdaderos dueños no se conoce a ciencia cierta aunque hay noticias de que lo sean de los señores Moisés Sannes, Carlos Rincón C, o Leonardo Salamanca V., personas todas que, según informes recibidos de individuos allí presentes, parecen estar dispuestas a ceder sus derechos a favor del caserío de Herrera.
El trazado principió por el de la plaza principal cuya superficie quedó de una hectárea (10 000 m²) y continuó con el de las carreteras y calles de 15 m de anchura quedando las manzanas con una superficie de 4.900 metros cuadrados y dividida la población en cuatro barrios denominados así: El de la “La Popa”, que ocupa la parte norte de la plaza principal. El de “La Granada”, hacia la parte sur; el de “La Gaviota” hacia el oriente y el de “Baluarte” hacia el occidente.
Procediose luego a destinar el trazado de los sitios para edificios, lugares públicos, teniendo a la vista el plano levantado como sigue: 1º. Para la iglesia, casa cural, oficinas públicas u escuelas, la manzana del lado norte de la plaza principal del barrio “La Popa”. 2º. Para la plaza de ferias una manzana de la parte superior del barrio “La Gaviota”. 3º. Para parque primero y cementerio después de dos manzanas en la parte sur de este mismo barrio. 4º. Para matadero público, la parte extrema de la vega del río Hereje inmediata a la desembocadura de río en el Saldaña. 5º. Para pabellón de carnes un sitio próximo al anterior y el parte baja del barrio de “Baluarte” y 6º. Para hospital de caridad un sitio de la parte baja del barrio “Granada”.
El caserío quedó comprendido entre los ríos Saldaña; por el sureste; el Hereje, por el occidente, y las quebradas Italia por el noroeste y “aguaditas” por el oriente, está ubicado en terrenos baldíos de la nación, dista a trece (13) leguas del centro poblado Rioblanco; dieciocho (18) leguas del Limón y veintidós (22) leguas de la ciudad de Chaparral, su temperatura media es de 18 grados centígrados.
Terminadas las anteriores designaciones, el Personero Municipal, en asoció con sus compañeros de expedición procedió a hacer algunas entregas de puestos para edificar, en la parte no ocupada con mejoras, abstuvo de hacer esto, en la parte donde encontró señales de ellas, hasta tanto se defina el derecho de propiedad, que pueda alegarse, ose obtengan las cesiones correspondientes a los derechos adquiridos en aquel sitio.
Cabe dejar constancia aquí de los siguientes hechos: 1º. Por Decretos especiales dictados por la autoridad competente a la jurisdicción del caserío de Herrera, corresponden las fracciones en que la región fue dividida y son: Retiro, La Porra, Aguaditas, Recodo, Quebradón , Cristales y Saldaña, cada una con sus límites determinados. 2º. Para cada una de estas fracciones, se nombre un agente de policía rural. 3º. Para el caserío de Herrera se nombró un comisario Mayor al cual están subordinados los agentes de policía. 4º. Quedó prohibido mantener cerdos en soltura dentro del área del caserío, talar los bosques de sus inmediaciones y de las riveras y los ríos y quebradas de toda la región, andar con armas, dentro del caserío; mantener cercos en mal estado para atajar animales de especie de ganado mayor. 5º. Quedó organizado el servicio de correspondencia oficio entre Herrera y Rioblanco por medio de la policía rural en riguroso turno. 6º. Se tomaron fotografías en grupos separados, de niños, niñas y vecinos de la región presentes en el acto. 7º. Por el caserío de Herrera pasará el trazado de la carretera de Palermo a Palmira , que está en construcción. 8º. El caserío expresado tiene actualmente comunicación con la población de Florida del Departamento del Valle, por una mala trocha cuyo tránsito se hace a pie en día y medio a lo largo de las fértiles vegas del río Hereje y cruzando luego las hermosas sabanas que desde la mesa de Herveo hasta el páramo de Las Papas y aún más allá se dilatan por la cima de la Gran Cordillera Central y tocan el límite entre los Departamentos del Valle y Tolima; y constituyen una verdadera riqueza nacional. 9º. Finalmente, ante un auditorio no menor de ciento cincuenta personas de ambos sexos, los doctores Vidales Palma y Rodríguez, primero y después el circuito personero, en breves discursos dieron a conocer la importancia de la región por su situación geográfica, la bondad de sus diferentes climas; la espléndida calidad de sus tierras y sus riquezas vegetales y minerales. La necesidad de una unión en el trabajo, de las fundaciones agrícolas, y de la cooperación en el mejoramiento de las vías públicas, excitando el estricto cumplimiento de los deberes ciudadanos y de patriotismo, así como el acatamiento de las autoridades constituidas, y demostrando la importancia de todos estos factores en relación con el progreso de la entidad que acaba de fundarse. Se observa además, que el trazado de la población quedó sobre un lote terreno, donde existió una gran población de indígenas a juzgar por las señales de habitaciones que dieron las piedras hondas de moler que por doquiera se encontraron pero de la cual no hay tradición conocida. Probablemente allí fueron a parar Los Pijao, derrotados por don Juan de Borja.
Después de leída al público la presente acta así como los decretos precedentes del señor Corregidor de Rioblanco que se hizo mención, se dio por terminada la presente diligencia, hoy veinticinco de agosto de mil novecientos treinta y uno que firmanlos que en ella intervinieron directamente y en la cual se le pasará una copia al honorable Consejo Municipal de Chaparral, para los efectos de su cargo, y otra al señor Gobernador del Departamento para que se informe de la importancia de la región y para que se sirva hacer crear en Herrera las escuelas rurales de ambos sexos ya que el personal de niños y niñas pasa de cien unidades.
(Firmados) El Personero: - Mateo Aguilar - El Ingeniero: -Abrahán Rodríguez.
Juan Vidales Palma. - Olimpo Hernández. - Jesús María Hernández. - Carlos O: Abello Fernández. -
Chaparral, 13 de febrero de 1932
Copia tomada de su original
Personero (Fdo) Mateo Aguilar N.

### Benefactores de Herrera
El Doctor Darío Echandía, siendo Gobernador del Tolima (1958), visitó el centro poblado de Herrera dentro de su campaña de pacificación y rehabilitación, cuando apenas calmaba la violencia. Los dirigentes del vecindario le pidieron la construcción de dos necesarios puentes sobre el río Saldaña en rutas intermunicipales, así como la construcción del aeropuerto, de caminos, escuelas, servicios públicos, etc. Las señoras Rosa De Giraldo, Arnobia Ospina, Ismenia De Zapata y Emperatriz De Hernández, le solicitaron la construcción de una capilla para el culto católico y su intervención ante el Obispo de Ibagué, para que mandara sacerdote permanente y monjas misioneras, que fundaran escuelas y colegios de segunda enseñanza. Llegaron entonces las Misioneras de la Madre Laura y Santa Catalina de Siena encabezadas por la Madre Maria Blasina (sor Leticia Galvis) y la hermana Irene Suárez, enviadas por la superiora general Madre Margarita Ochoa desde la casa generalicia y fundaron el colegio San Rafael. El doctor Echandía en la esperanza de que sus paisanos después de la dolorosa y larga tragedia de la violencia, pudieran volver a pescar de noche, según su célebre frase de tanto significado campesino, acogió con entusiasmo todas las peticiones, que hoy se encuentran convertidas en benefactora realidad.

## Historia

### Crónica de Herrera
- Wilmer Hernández Rios

- CRÓNICA DE UN PUEBLO OLVIDADO DE COLOMBIA HERRERA - SUR DEL TOLIMA

### Colonización
Las migraciones que se produjeron como consecuencia de la Guerra de los Mil Días (1899 a 1902) , hicieron que gente de distintas regiones llegara buscando paz y tranquilidad para el trabajo en aquella desconocida e inexplotada región de Herrera.
Entre estos pioneros de la colonización de Herrera se encuentra, entre otros Alfonso Ríos quien fundó (15 de agosto de 1911) una hacienda en la altiplanicie donde se encuentra actualmente la población sobre un lote terreno, donde existió una gran población de indígenas a juzgar por las señales de habitaciones que dieron las piedras hondas de moler que por doquiera se encontraron pero de la cual no hay tradición conocida. Probablemente allí fueron a parar Los Pijao, derrotados por don Juan de Borja. Llegaron también Mario Osorio, Antonio López y su madre Marcelina López, Fabio Molano, Severo Molano, los hermanos Vásquez, Eleazar Ocampo, Pedro Calderón, Juan Vásquez, José de la Cruz Bonilla, crisostomo diaz y algunos más. Todos ellos fundaron sus respectivas fincas dedicadas a la cría de ganado y cultivos de papa, arveja, maíz, fríjol y otros productos agrícolas.
Poco tiempo después de iniciada la colonización y primera población, llegó don Jesús María Hernández (1931) y viendo la fertilidad de la tierra apropiada también para el cultivo del café, decidió traer la semilla, inició e incrementó la explotación cafetera. Con el correr de los años integró el Comité de Cafeteros Local, cuya gestión se vio recompensada con la instalación en Herrera de una Agencia de Compras de la Federación Nacional de Cafeteros, con gran beneficio para los caficultores en el comercio del grano. Don Jesús María Hernández, fue el pionero de los caficultores de Herrera.

### Aislamiento
El primer centro comercial del suroeste del Tolima en esa época era la próspera población de Chaparral, allí se concentraba la producción cafetera y agropecuaria del municipio de San Antonio, lo que ahora es municipio de Rioblanco , el centro poblado de Herrera, y el sector suroeste del municipio de Ataco y el actual municipio de Planadas. Herrera quedaba demasiado lejos de Chaparral además los caminos recién abiertos entre montañas y laderas eran prácticamente intransitables en épocas de invierno. Los comerciantes de Herrera viajaban una vez al mes a Chaparral, para aprovisionarse de toda clase de productos y para vender los producidos en su región. La travesía dificultosa entre Herrera y Chaparral se hacía en seis días en viaje de ida y regreso a lomo de mula. Las recuas de mulas con los cargamentos hacían ese mismo recorrido en doce días, con etapas en las conocidas posadas del camino.

### Aeropuerto Gestión Comunitaria
Para obviar la inmensa dificultad y demora en el transporte terrestre, pasados los años impulsando el progreso, los habitantes de Herrera, pensaron que el recurso más indicado para abreviar las distancias era la vía aérea; uniendo el deseo a la acción emprendieron la construcción del primer aeropuerto de Herrera, con sus propios recursos y con esfuerzo comunitario. Los habitantes de vieja cepa liberal, bautizaron el aeropuerto con el nombre de “Palonegro”, el cual por las dificultades del terreno, quedó casi a una hora de distancia del pueblo. Las avionetas de Carlos Ortiz y el Aerotaxi de Avianca fueron los primeros en prestar servicio en esta nueva ruta, entre Herrera y Chaparral. Sin embargo este primer aeropuerto construido con empíricos “ingenieros” locales, con muchas deficiencias, nunca recibió la aprobación de la Aeronáutica Civil, por falta de seguridad técnica.
En el año de 1960 se empezaron a organizar las Juntas de Acción Comunal y el espíritu comunitario tomó mas impulso. A la cabeza de esas organizaciones rurales se colocaron entre otros, Gonzalo López, Carlos Julio Aldana, Benjamín Guzmán, Víctor Ospina, Humberto Cuevas, Ismenia Gómez de Zapata y Maria Diva Cabrera de Parra. Con la iniciativa del inspector local de policía el sargento Justo Pastor Guerrero y de don Jesús María Hernández y con la amplia colaboración del Comité Departamental de Cafeteros, se inició la construcción de la pista aérea de “Los Guayabos”, a escasos 15 minutos de la población.
Este aeropuerto si fue construido con sus especificaciones técnicas con un costo de $600.000.= pesos, para cuya financiación aportaron todos los caficultores de la región con la suma de $20.= pesos por cada carga de café vendida a la Agencia de la Federación de Cafeteros, lo que sirvió para cancelar el préstamo que para tal fin otorgó a Herrera el Comité Departamental de Cafeteros. El servicio lo prestó en esta oportunidad la empresa aérea de Chaparral, dirigida por el capitán Carlos Ortiz, a quién por su difícil temperamento se le apodó “Fosforito”.